# T-Wayne
T-Wayne, de son vrai nom Tyshon Dwayne Nobles, né le 27 octobre 1988 à Abilene dans le Texas, est un rappeur américain. Il est mieux connu pour son single Nasty Freestyle qui atteindra la 9e place du Billboard Hot 100 en mai 2015 et la 3e place du iTunes Top 100. En 2015, il chante aux BET Awards.

## Biographie
Tyshon Dwayne Nobles est né le 27 octobre 1988 à Abilene dans le Texas,. Il emménage avec sa famille à Dallas à 15 ans, puis à Houston à 19 ans, où il réside encore. Il se fait connaître dans les campus grâce à sa chanson She South Dallas Swag.
Il se fait connaître en 2015 avec Nasty Freestyle, son premier single, qui atteint la 9e place du Billboard Hot 100 en mai 2015, et la 3e place du iTunes Top 100,. Sur Nasty Freestyle, T-Wayne rappe sur un sample de la chanson Nasty de Bandit Gang Marco. Le clip de la chanson devient virale sur Internet en milieu 2015.
En 2015, il publie sa mixtape Who Is Rickey Wayne. En octobre 2015, il révèle une suite à la mixtape, pour laquelle il révèle avoir terminé plus d'une trentaine de chansons. Le même mois, T-Wayne est accusé par une jeune femme, de viol dans une chambre d'hôtel. Selon ses dires, ils se seraient tous les deux donnés rendez-vous via Instagram chez Cheesecake Factory, puis dirigés dans sa chambre d'hôtel ; elle aurait été violée après avoir refusée d'avoir des relations sexuelles avec le rappeur. 

## Discographie

### Mixtapes
- 2011 : Trending Topic
- 2015 : Who Is Rickey Wayne?
- 2015 : Who Is Rickey Wayne? 2
- 2017 : Forever Rickey